# Biserica Bosniacă
Biserica Bosniacă (în sârbocroată Crkva bosanska/Црква босанска) a fost o biserică creștină din Bosnia și Herțegovina medievală care era independentă și considerată eretică atât de ierarhiile catolice, cât și de cele ortodoxe.
Istoricii au legat în mod tradițional biserica de bogomilism, deși acest lucru a fost contestat și acum este respins de majoritatea cărturarilor. Adepții bisericii se numeau pur și simplu Krstjani („creștini”) sau Dobri Bošnjani („Buni bosniaci”). Organizarea și credințele bisericii sunt slab înțelese, deoarece puține documente au fost lăsate de membrii bisericii, iar biserica este cunoscută mai ales din scrierile unor surse externe - în primul rând din cele catolice.
Pietrele funerare monumentale denumite Stećak care au apărut în Bosnia și Herțegovina medievală, precum și în Croația, Serbia și Muntenegru, au fost uneori identificate cu Biserica Bosniacă. Unii cercetători, ca de exemplu Šefik Bešlagić, resping asemenea afirmații.

## Context

### Schismă
Misiuni creștine de la Roma și de la Constantinopol au început să apară în Balcani în secolul al IX-lea, creștinând slavii sudici și stabilind granițe între jurisdicțiile ecleziastice ale Sfântul Scaun de la Roma și Patriarhia Ecumenică a Constantinopolului. Marea Schismă din 1054 dintre Biserica Romano-Catolică și Biserica Ortodoxă a dus la instaurarea catolicismului în Croația și în cea mai mare parte a Dalmației, în timp ce ortodoxismul a ajuns să predomine în Serbia. Situată între ele, Bosnia muntoasă a fost nominal sub jurisdicția Romei, dar catolicismul nu a fost niciodată ferm stabilit din cauza organizării slabe a biserici și a comunicațiilor slabe. Bosnia medievală a rămas astfel un „pământ al nimănui între [cele două] credințe” mai degrabă decât un teren de întâlnire între cele două Biserici, ceea ce a dus la o istorie religioasă unică și la apariția unei „biserici independente și oarecum eretice”.
Catolicismul și ortodoxia au predominat în diferite părți ale ceea ce este astăzi Bosnia și Herțegovina; adepții catolici au format o majoritate în vest, nordul și centrul Bosniei, în timp ce ortodocșii au format o majoritate în cea mai mare parte a Zahumliei (actuala Herțegovina) și de-a lungul frontierei de est a Bosniei. Acest lucru s-a schimbat la mijlocul secolului al XIII-lea, când Biserica Bosniacă a început să eclipseze Roma. În timp ce Bosnia a rămas nominal catolică în Evul Mediu Mijlociu, Episcopul Bosniei  a fost un cleric local ales de bosniaci și apoi trimis la Arhiepiscopul din Ragusa doar pentru hirotonire (consacrare). Cu toate că papalitatea a insistat să se folosească limba latină ca limbă liturgică, catolicii bosniaci au păstrat limba slavonă bisericească.

### Abjurare și cruciada
Vukan, conducătorul din Doclea, i-a scris papei Inocențiu al III-lea în 1199 că Ban Kulin, conducătorul Bosniei, a devenit eretic, împreună cu soția, sora, alte rude și alți 10.000 de bosniaci. Arhiepiscopul din Spalato, luptând pentru controlul asupra Bosniei, s-a alăturat lui Vukan și l-a acuzat pe Arhiepiscopul din Ragusa de neglijarea diocezei sale sufragane din Bosnia. Regele Imre al Ungariei, care a susținut Arhiepiscopia din Spalato, a profitat de această ocazie pentru a încerca să-și extindă influența asupra Bosniei. Până în 1202 au urmat alte acuzații împotriva lui Kulin, cum ar fi adăpostirea ereticilor. Un sinod a fost ținut la 6 aprilie. După abjurarea din Bilino Polje, Kulin a reușit să mențină eparhia bosniacă sub arhiepiscopia din Ragusa, limitând astfel influența maghiară. Erorile abjurate ale bosniacilor din Bilino Polje par să fi fost erori de practică, care provin din ignoranță, mai degrabă decât din doctrine eretice.

## Istorie

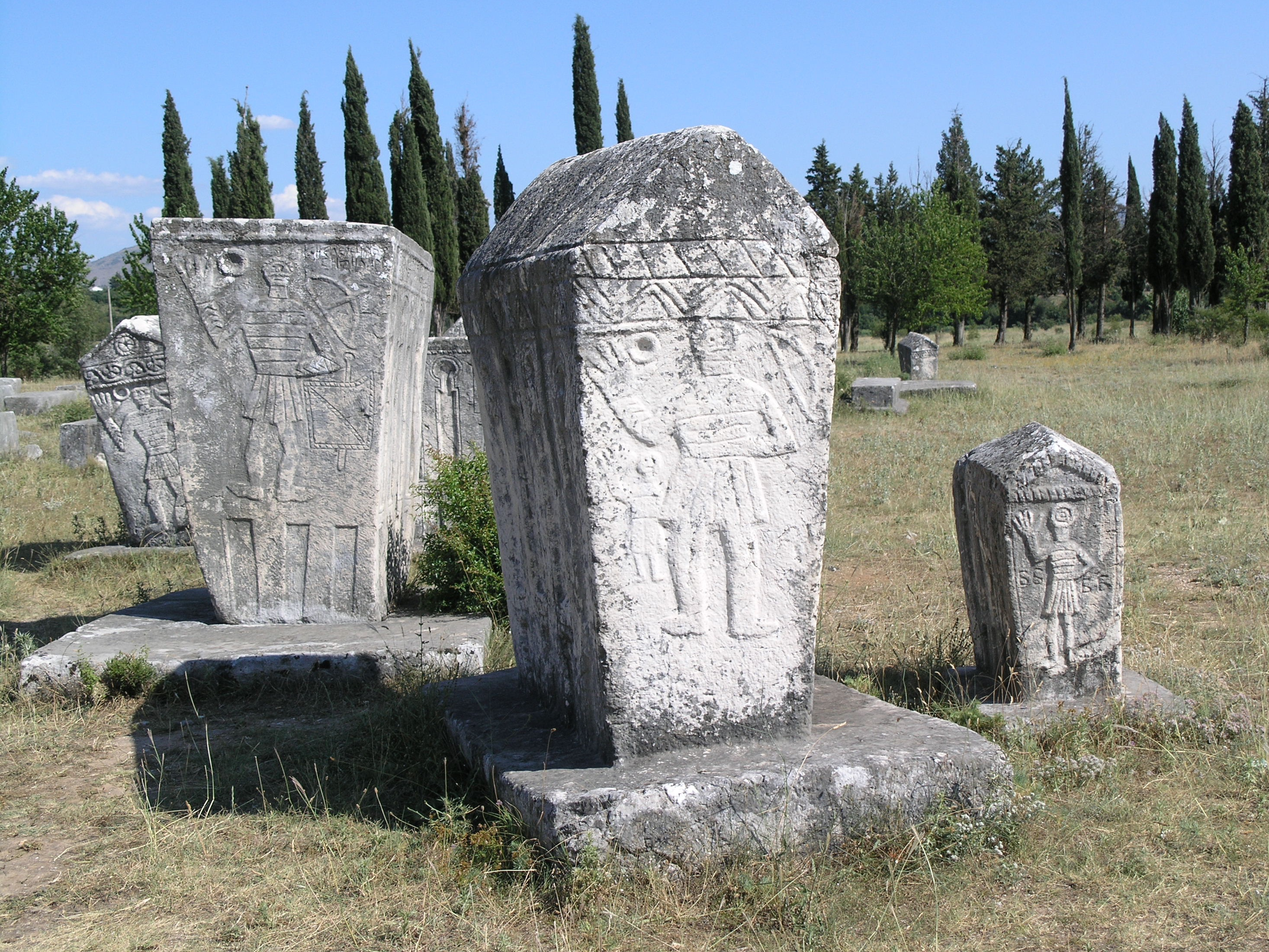
Pietrele funerare monumentale medievale (Stećci) care sunt împrăștiate în toată Bosnia și Herțegovina sunt asociate istoric cu Biserica Bosniacă

Încercarea de a consolida stăpânirea catolică în Bosnia în secolele XII-XIII s-a dovedit dificilă. Banatul Bosniei a avut relații comerciale stricte cu Republica Ragusa, iar episcopul Bosniei a fost sub jurisdicția Ragusei. Acest lucru a fost contestat de maghiari, care au încercat să-și extindă jurisdicția asupra episcopilor din Bosnia, dar Ban Kulin, primul ban din Bosnia, a evitat acest lucru. Pentru a începe o cruciadă împotriva sa, maghiarii s-au dus la Roma, unde s-au plâns Papei Inocențiu al III-lea că Regatul Bosniei este un centru al ereziei, bazându-se pe refugiul pe care l-au găsit acolo unii catari (cunoscuți și sub numele de bogomili sau patareni). Pentru a preveni atacul maghiar, Ban Kulin a organizat o adunare publică la 8 aprilie 1203 și și-a afirmat loialitatea față de Roma în prezența unui trimis al Papei, în timp ce credincioșii și-au abjurat greșelile și s-au angajat să urmeze doctrina catolică. Cu toate acestea, în practică, acest lucru a fost ignorat. La moartea lui Kulin în 1216, a fost trimisă o misiune romană de a converti Bosnia, dar nu a reușit.
La 15 mai 1225, papa Honorius al III-lea i-a îndemnat pe unguri să înceapă cruciada bosniacă. Expediția respectivă, ca și cele precedente, s-a transformat într-o înfrângere, iar ungurii au fost nevoiți să se retragă când mongolii au invadat teritoriile lor. În 1234, episcopul catolic al Bosniei a fost înlăturat de papa Grigorie al IX-lea pentru că a permis practici presupus eretice. În plus, Grigorie a cerut regelui ungar să înceapă cruciada împotriva ereticilor din Bosnia. Cu toate acestea, nobilii bosniaci i-au putut expulza din nou pe unguri.
În 1252 papa Inocențiu al IV-lea a decis să-l pună pe episcopul Bosniei sub jurisdicția Arhiepiscopiei de Kalocsa. Această decizie a provocat schisma creștinilor bosniaci, care au refuzat să se supună ierarhiei din Ungaria și au întrerupt relațiile lor cu Roma. În acest fel, a apărut o Biserică Bosniacă autonomă, pe care mulți cărturari au considerat-o mai târziu ca o biserică bogomilă sau catară, în timp ce cercetători mai recenți, precum Noel Malcolm și John Fine, susțin că nu se poate găsi nicio urmă de bogomilism, catarism sau orice altă formă de dualism în documentele originale ale creștinilor bosniaci.
Abia după bula Papei Nicolae al IV-lea, Prae Cunctis, în martie 1291, Inchiziția condusă de franciscani a fost trimisă în Bosnia. Bogomilismul a fost eradicat în Bulgaria și în Imperiul Bizantin în secolul al XIII-lea, dar a supraviețuit în Bosnia și Herțegovina până când Imperiul Otoman a dobândit controlul asupra regiunii în 1463.
Biserica Bosniacă a coexistat cu Biserica Catolică (și cu puținele grupuri de bogomili) în cea mai mare parte a Evului Mediu Târziu, dar nu există date exacte cu privire la numărul de adepți ai celor două biserici. Mai mulți conducători bosniaci erau krstjani, în timp ce alții au aderat la catolicism. Banul Stjepan I Kotromanić a reconciliat în scurt timp Bosnia cu Roma, asigurând în același timp supraviețuirea Bisericii Bosniace. Fără a aduce atingere misionarilor franciscani, Biserica Bosniacă a supraviețuit, cu toate că a fost din ce în ce mai slabă, și a dispărut după cucerirea otomană.
Intrușii au acuzat Biserica Bosniacă de legături cu bogomilii, o sectă dualistă a creștinilor gnostici puternic influențată de maniheismul paulician și, de asemenea, de erezia paterenilor (ea însăși doar o variantă a aceluiași sistem de credință dualistă de influență maniheistă). Ereticii bogomili se aflau la un moment dat în principal în Bulgaria și sunt acum cunoscuți de istorici drept urmași direcți ai catarilor. Inchiziția a raportat existența unei secte dualiste în Bosnia la sfârșitul secolului al XV-lea și i-a numit pe aceștia „eretici bosniaci”, însă această sectă nu a fost aceeași (după unii istorici, cel mai probabil) cu Biserica Bosniacă. Istoricul Franjo Rački a scris despre acest lucru în 1869 pe baza unor surse latine, dar cărturarul croat Dragutin Kniewald în 1949 a stabilit credibilitatea documentelor latine în care Biserica Bosniacă a fost descrisă ca eretică.
Astăzi se crede că adepții Bisericii Bosniace, care au fost persecutați atât de bisericile catolice, cât și de cele ortodoxe, au fost convertiți în mod predominant la islam la sosirea otomanilor, adăugându-se astfel la etnogeneza bosniacilor moderni. Potrivit lui Bašić, Biserica Bosniacă a avut un caracter dualist, și astfel nu a fost nici biserică schismatică catolică sau nici schismatică ortodoxă. După Mauro Orbini (d. 1614), patarenii și maniheii au fost două secte religioase creștine din Bosnia. Maniheii au avut un episcop numit djed și preoții numiți strojnici, care sunt aceleași titluri atribuite conducătorilor Bisericii Bosniace. Din Biserica Bosniacă, cei care s-au convertit la islam au păstrat câteva tradiții, dintre care una este construirea moscheilor din lemn, deoarece multe biserici bogomiliene erau construite în principal din lemn.
Centrul religios al Bisericii Bosniace s-a aflat la Moštre, lângă Visoko, unde a fost fondată Casa Krstjanilor. Unii istorici susțin că Biserica Bosniacă a dispărut în mare măsură înainte de cucerirea otomană din 1463. Alți istorici contestă un sfârșit discret al bisericii.

## Organizare și caracteristici

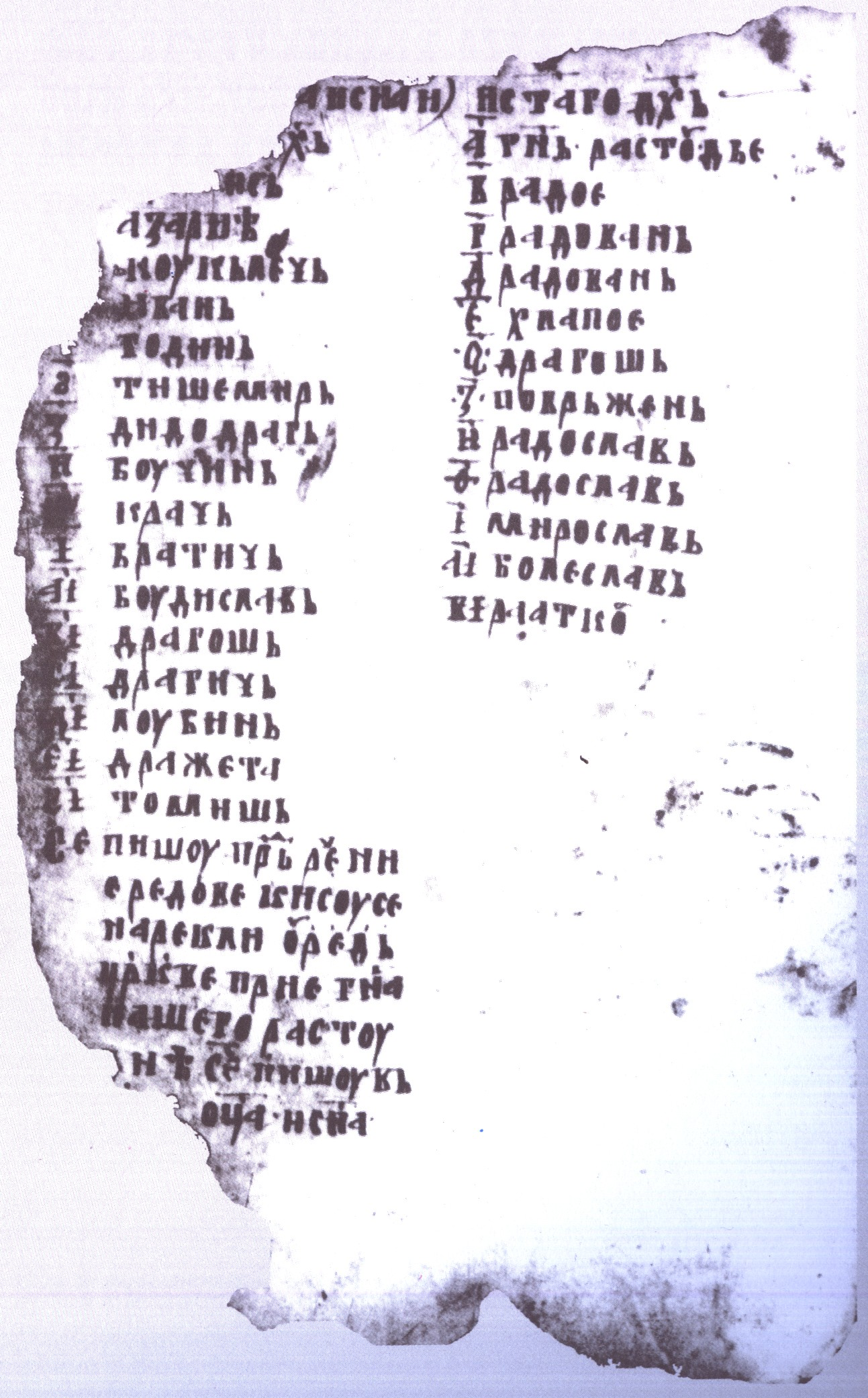
Evanghelia lui Batalo cu 28 de nume de djed (episcopi) ai Bisericii Bosniace

Biserica bosniacă a folosit limba slavă în liturghie.

### Djed
Biserica a fost condusă de un episcop, numit djed („bunic”), și avea un sobor de doisprezece oameni numiți strojnici. Misionarii călugăriți erau cunoscuți sub numele de krstjani sau kršćani („adepți ai crucii”). Unii dintre credincioși au locuit în mănăstiri mici, erau cunoscuți sub numele de hiže (de la hiža, „casă“), în timp ce alții au fost pribeagi, cunoscuți sub numele de gosti (gost, „musafir“). Este dificil să se stabilească care a fost diferența dintre teologia Bisericii Bosniace și cea ortodoxă sau catolică. Cu toate acestea, practicile ei au fost inacceptabile pentru ambele (ortodoxă și catolică).
Biserica a fost formată în principal din călugări în case monahale împrăștiate. Nu avea nicio organizare teritorială și nu se ocupa de alte aspecte laice decât participarea la înmormântările oamenilor. Nu s-a implicat prea mult în problemele statului. O excepție notabilă a fost atunci când regele Ștefan Ostoja al Bosniei (care a fost și el membru al Bisericii Bosniace) a avut un djed ca sfetnic la curtea regală între 1403 și 1405.

### Codexul lui Hval

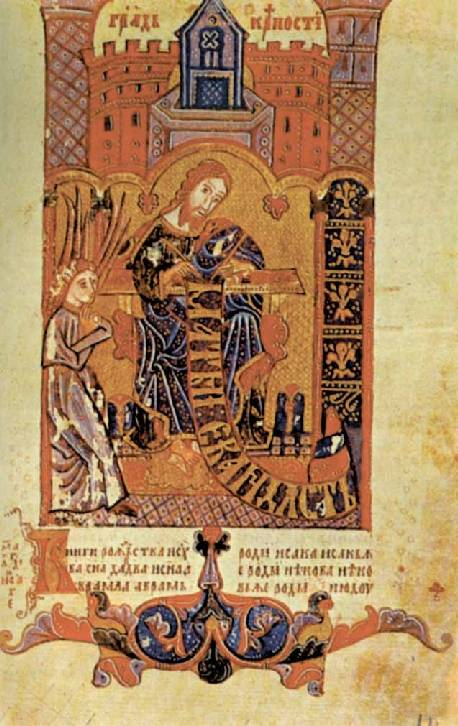
O miniatură din Codexul lui Hval

Codexul lui Hval, scris în 1404 în alfabetul chirilic pentru ducele Hrvoje Vukčić Hrvatinić, este unul dintre cele mai faimoase manuscrise aparținând Bisericii Bosniace în care există unele elemente iconografice care nu sunt în concordanță cu presupusa doctrină teologică a creștinilor (Buna Vestire, Răstignirea și Înălțarea Domnului). Toate cărțile importante ale Bisericii Bosniace (Nikoljsko evandjelje, Sreckovicevo evandelje, Manuscrisul lui Hval, Manuscrisul lui Krstyanin Radosav) s-au bazat pe cărțile bisericii glagolitice.

## Studii
Fenomenul creștinilor medievali bosniaci a atras atenția savanților timp de secole. Abia în a doua jumătate a secolului al XIX-lea (în 1870) a apărut cea mai importantă monografie pe această temă, Bogomili i Patareni (Bogomili și patareni). Aceasta a fost scrisă de către eminentul istoric croat Franjo Rački. Rački a susținut că Biserica Bosniacă avea în esență o natură gnostică influențată de maniheism. Această interpretare a fost acceptată, extinsă și elaborată de o serie de istorici de mai târziu, cei mai importanți dintre aceștia fiind Dominik Mandić, Sima Ćirković, Vladimir Ćorović, Miroslav Brandt și Franjo Šanjek. Cu toate acestea, alți istorici (ca Leo Petrović, Jaroslav Šidak, Dragoljub Dragojlović, Dubravko Lovrenović sau Noel Malcolm) au subliniat caracterul teologic impecabil ortodox al scrierilor creștine bosniace și au susținut că fenomenul poate fi suficient explicat prin izolarea relativă a creștinismului bosniac, care a păstrat multe trăsături arhaice anterioare Marii Schisme din 1054.
În schimb, istoricul american profesor de istorie balcanică, John Van Antwerp Fine Jr., nu crede deloc în dualismul Bisericii Bosniace. Cu toate că își prezintă teoria ca o „nouă interpretare a Bisericii Bosniace”, punctul său de vedere este foarte apropiat de teoria timpurie a lui J. Šidak și a altor alți cercetători dinaintea sa.